# Acanthobolbina
Acanthobolbina is een geslacht van uitgestorven kreeftachtigen uit de klasse van de Ostracoda (mosselkreeftjes).

## Soorten
- Acanthobolbina gansuensis Shi & Wang, 1987 †
- Acanthobolbina loeblichi Harris, 1957 †